# Zosterop lúgubre
El zosterop lúgubre (Zosterops lugubris) és un ocell de la família dels zosteròpids (Zosteropidae).

## Hàbitat i distribució
Habita els boscos de les muntanyes de l'illa de São Tomé, al golf de Guinea

## Taxonomia
Ha estat considerat una espècie de l'obsolet gènere Speirops, però va ser ubicada a Zosterops, arran els treballs de Melo et al. 2011.